# Dolomityzacja

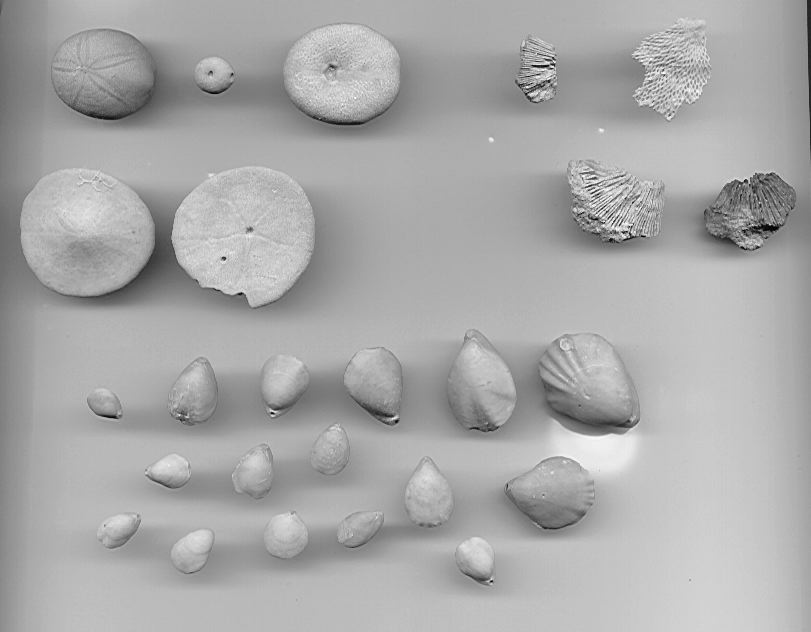
Ośródki z dolomitu, Karolina Północna, USA

Dolomityzacja – proces przemiany węglanu wapnia – kalcytu CaCO3 w dwuwęglan wapnia i magnezu – dolomit CaMg(CO3)2, powodujący zmianę osadów i skał wapiennych w osady i skały dolomitowe w wyniku częściowego zastąpienia wapnia magnezem.
Proces ten może zachodzić pod działaniem wód morskich podczas sedymentacji lub diagenezy osadu wapiennego (magnez dostarczany jest wtedy z wód morskich), może być również efektem krążenia w skałach roztworów wodnych wzbogaconych w magnez, który pochodzi z magmy lub ługowany jest przez te roztwory z innych skał (tzw. dolomityzacja wtórna).
Przykładem dolomitów powstałych w procesie dolomityzacji pod działaniem wód morskich są np. dolomity, budujące Kuestę Niagary w rejonie Wielkich Jezior w Północnej Ameryce.